# Agoseris
Genre
Classification APG III (2009)
Agoseris est un genre de plante à fleurs de la famille des Asteraceae.

## Liste d'espèces
Selon ITIS (14 févr. 2012) :
- Agoseris × agrestis Osterh. (pro sp.)
- Agoseris apargioides (Less.) Greene
- Agoseris aurantiaca (Hook.) Greene
- Agoseris × dasycarpa Greene
- Agoseris × elata (Nutt.) Greene (pro sp.)
- Agoseris glauca (Pursh) Raf.
- Agoseris grandiflora (Nutt.) Greene
- Agoseris heterophylla (Nutt.) Greene
- Agoseris monticola Greene
- Agoseris parviflora (Nutt.) Greene
- Agoseris retrorsa (Benth.) Greene